# Prva liga Srbije i Crne Gore
La Prva liga SR Jugoslavije (in italiano: Prima lega della R.F. Jugoslavia) era la prima categoria calcistica per importanza della Repubblica Federale di Jugoslavia ed era la diretta continuazione della Prva savezna liga, ovvero la prima lega della Jugoslavia socialista.
Dal 2004 al 2006 si è chiamata Meridian PrvaLiga per ragioni di sponsorizzazione.

## Storia
Il torneo è nato nel 1992 all'indomani della dissoluzione della R.S.F. Jugoslavia con l'abbandono da parte delle squadre della Bosnia Erzegovina e della Macedonia, mentre quelle della Slovenia e della Croazia avevano abbandonato nel 1991. Quindi erano rimaste le squadre della Voivodina, della Serbia Centrale, del Kosovo e del Montenegro.
Nel 1999, a causa della guerra in Kosovo, il campionato non è stato terminato, infatti la classifica provvisoria dopo la 24ª giornata è stata dichiarata definitiva. Le squadre di etnia albanese del Kosovo abbandonano il sistema calcistico jugoslavo sebbene lo stato rimanga ancora politicamente con la Serbia fino alla dichiarazione unilaterale di indipendenza del 17 febbraio 2008 ed ancora oggi sia uno stato a riconoscimento limitato.
Il 4 febbraio 2003 la R.F.Jugoslavia è divenuta Unione Statale di Serbia e Montenegro e quindi la Prva liga SR Jugoslavije è stata rinominata Prva liga Srbije i Crne Gore. Anche la federazione ha cambiato nome diventando Federazione calcistica della Serbia e Montenegro (FSSCG).
A seguito del referendum del 21 maggio 2006, il Montenegro ha ottenuto l'indipendenza dalla Serbia ed anche le discipline sportive hanno seguito lo stesso destino. Le squadre montenegrine vengono aggregate alla Prva liga montenegrina 2006-2007, che così passa da seconda a prima divisione. La Prva liga SCG cessa di esistere e nasce la SuperLiga, composta esclusivamente da squadre serbe.

### Formule
| Numero squadre    | Stagioni                                                        | Svolgimento |
| ----------------- | --------------------------------------------------------------- | --- |
| 19                | 1992-93                                                         | Girone unico |
| 20                | 1993-94 1994-95 1995-96                                         | Si disputa una fase autunnale ed una primaverile. Le 20 squadre vengono divise in due gironi da 10: le migliori nel A, le peggiori nel B. Al termine della fase autunnale le peggiori quattro del gir.A passano nel B e viceversa, ed a tutte e 20 vengono dati, in base al piazzamento, punti bonus per la fase primaverile. Le 10 squadre del gir.A primaverile lottano per il titolo, mentre le 10 del gir.B primaverile per evitare la retrocessione |
| 12+12             | 1996-97 1997-98                                                 | Le 24 squadre vengono divise in Prva liga A con le migliori squadre e Prva liga B (che diventa la seconda divisione) |
| 21 (max) 16 (min) | 1998-99 1999-00 2000-01 2001-02 2002-03 2003-04 2004-05 2005-06 | Girone unico |

## Albo d'oro
| Stagione | Vincitore    | Secondo posto | Terzo posto  | Capocannoniere | Capocannoniere                 | Capocannoniere         |
| Stagione | Vincitore    | Secondo posto | Terzo posto  | Reti           | Giocatore                      | Squadra                |
| -------- | ------------ | ------------- | ------------ | -------------- | ------------------------------ | ---------------------- |
| 1992-93  | Partizan     | Stella Rossa  | Vojvodina    | 30             | Anto Drobnjak Vesko Mihajlović | Stella Rossa Vojvodina |
| 1993-94  | Partizan     | Stella Rossa  | Vojvodina    | 21             | Savo Milošević                 | Partizan               |
| 1994-95  | Stella Rossa | Partizan      | Vojvodina    | 30             | Savo Milošević                 | Partizan               |
| 1995-96  | Partizan     | Stella Rossa  | Vojvodina    | 23             | Vojislav Budimirović           | Čukarički              |
| 1996-97  | Partizan     | Stella Rossa  | Vojvodina    | 21             | Zoran Jovičić                  | Stella Rossa           |
| 1997-98  | Obilić       | Stella Rossa  | Partizan     | 27             | Saša Marković                  | Železnik/Stella Rossa  |
| 1998-99  | Partizan     | Obilić        | Stella Rossa | 16             | Dejan Osmanović                | Hajduk Kula            |
| 1999-00  | Stella Rossa | Partizan      | Obilić       | 27             | Mateja Kežman                  | Partizan               |
| 2000-01  | Stella Rossa | Partizan      | Obilić       | 27             | Petar Divić                    | OFK Belgrado           |
| 2001-02  | Partizan     | Stella Rossa  | Smederevo    | 27             | Zoran Đurašković               | Mladost Lučani         |
| 2002-03  | Partizan     | Stella Rossa  | OFK Belgrado | 22             | Zvonimir Vukić                 | Partizan               |
| 2003-04  | Stella Rossa | Partizan      | Voždovac     | 19             | Nikola Žigić                   | Stella Rossa           |
| 2004-05  | Partizan     | Stella Rossa  | Zeta         | 21             | Marko Pantelić                 | Stella Rossa           |
| 2005-06  | Stella Rossa | Partizan      | Voždovac     | 20             | Srđan Radonjić                 | Partizan               |

| Club         | Vittorie | Stagioni                                                               |
| ------------ | -------- | ---------------------------------------------------------------------- |
| Partizan     | 8        | 1992–93, 1993–94, 1995–96, 1996–97, 1998–99, 2001–02, 2002–03, 2004–05 |
| Stella Rossa | 5        | 1994–95, 1999–00, 2000–01, 2003–04, 2005–06                            |
| Obilić       | 1        | 1997–98                                                                |